# Arzava

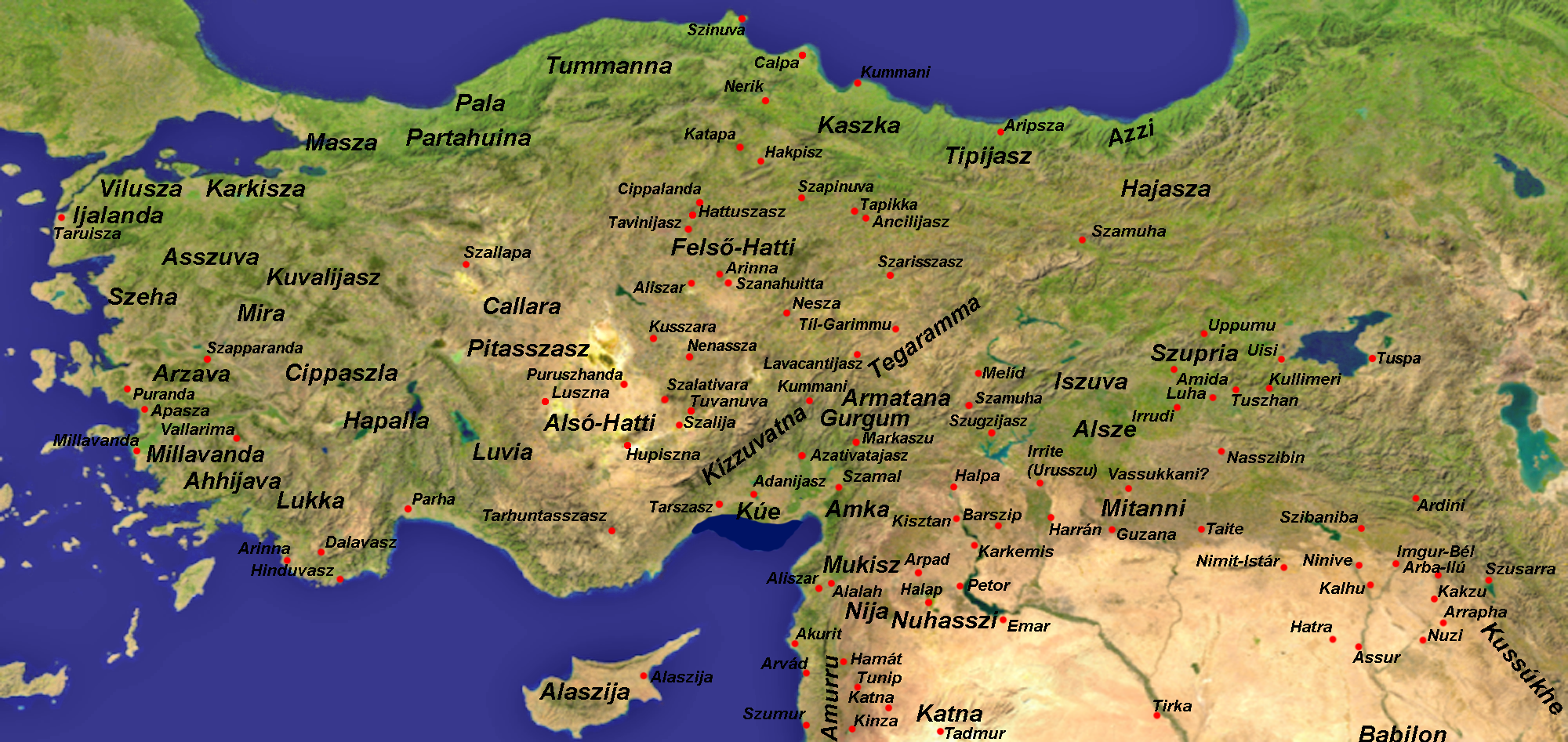
Anatólia az i. e. 2. évezredben a legfontosabb politikai alakulatok és települések jelölésével

Arzava a kora ókori Anatólia egyik jelentős földrajzi egységének és államalakulatának neve. Az 1950-es évekig úgy gondolták, hogy Anatólia délén részén terült el, körülbelül a későbbi Pamphilia, Lükaónia, Piszídia vagy Lükia helyén. Ma már tudjuk, hogy Lükia elődje, Lukka már a hettita birodalmi időkben is létezett, és az 1960-as évektől kezdve Arzavát inkább Anatólia nyugati részére helyezték, és már nem azonosítják Luviával. Ez az elhelyezkedés összhangban van az időközben megismert többi állam feltételezett fekvésével, és valószínűsíti, hogy valamilyen kapcsolatban van a később ugyanott létező lüd állammal. A lüdök történelmében a Héraklida dinasztia egészen az i. e. 13. századig visszavezet, miközben a területen az i. e. 12. századig biztosan létezett Arzava, ha nem is mindig önálló államként. Arzavát a hettita feljegyzések az i. e. 15. századtól kezdve emlegetik, és a tengeri népek inváziója után tűnik el a forrásokból.

## Jellemzői
Arzava fővárosaként a hettita források Apasza (Apaša vagy Abaša) települést említik, amely megfelel a későbbi Epheszosznak. A legkorábbi településnyomok az i. e. 7. évezredbe vezetnek vissza. Az i. e. 15. századi kerámialeletek már arzavaiként írhatók le. A bronzkorban és a korai vaskorban Arzava jelentős politikai szerepet játszott, de írásos emlékek hiányában az eseménytörténet nagy része ismeretlen. Arzaváról létező ismereteink nagyobb része a hettita forrásokból származik.
A korábbi álláspont szerint Arzavában luvi nyelvet beszéltek, mivel Arzavát és Luviját azonosnak tartották. Mára azonban bizonyossá vált, hogy míg Luvija a Hettita Birodalom része volt már a legkorábbi birodalmi időkben, addig Arzava tulajdonképpen sosem volt Hatti része. Az arzavai térség egyes részei a hettita újbirodalom korában I. Szuppiluliumasz után) hettita tartományok lettek (Mira, Hapalla, Vilusza vagy a Szeha folyó vidéke), de az arzavai királyság szakadatlanul fennállt egészen a Mermnád-dinasztia színre lépéséig (i. e. 7. század), még ha az i. e. 12. és 7. század közti időszakról gyérek is az információk. Ebben az időszakban a letelepedő tengeri népek miatt akár etnikumcsere is bekövetkezhetett.

## Hettita ó- és középbirodalom kora
A hettita forrásokban Arzava először I. Labarnasz hettita király idején tűnik fel Arzava említése. Labarnasz ugyanis Nesza városából kiindulva egyesítette a széttagolt hatti és hettita territoriális fejedelemségeket, kijutott délen és északon is a tengerpartra. Arzava ekkori területi kiterjedése nem ismert, egyes kutatók szerint befolyási övezete szinte az egész nyugat-anatóliai térségre kiterjedt, egészen a mai Ankaráig. Ebben az időszakban talán Luvija ténylegesen Arzava része volt, és innen szakították ki a hettiták. Sem Labarnasz nyugati határait, sem Arzava keleti befolyási övezetét nem lehet megállapítani, már csak azért sem, mert a legkorábbi hettita források Arzavát általában Nyugat-Anatólia értelemben említik. Az azonban tény, hogy ebben az időben Arzava volt az egyetlen anatóliai hatalom, amelyik felvehette a kesztyűt Hatti ellenében. Arzava és Hatti vetélkedése ez időtől leginkább az északnyugati tengerparti térség (Márvány-tenger környéke) birtoklásáról szólt.
I. Hattuszilisz uralkodásának harmadik évében Arzava ellen indított hadjáratot. Ez a hadjárat Hattusziliszre nézve katasztrofális hatású volt, mivel ahogy elhagyta Hattuszaszt, lázadások törtek ki, és a hurrik kelet felől támadást indítottak. Hattuszilisz beérte néhány város felgyújtásával, fosztogatással és állatcsordák elhajtásával és sürgősen távozott nyugatról. Hattuszilisz nagy nehézségek árán győzelmeket aratott Mitanni és a lázadók ellen, ezután újra nyugat felé fordult. Közelebbről meg nem határozható időpontban Arzavát ideiglenesen meghódította. Hattuszilisz halálával Arzava újra függetlenné vált, azonban korábbi vazallusa, Vilusza a hettiták szövetségese lett. Ezzel Arzava végleg elveszítette északi területeinek egy részét. Vilusza mellett Arzava keleti részén három fejedelemség alakult, amelyek a későbbiekben is fontos szerepet játszottak a hettita történelemben, mivel aktuális szövetségi rendszereik aktívan határozták meg a térség erőviszonyait (Mira, Hapalla és Szeha, ezek mellett bizonytalan, hogy Kuvalijasz és Appavijasz korábban részét képezték-e Arzavának).
Az I. Murszilisz halálát követő hettita belviszály lehetőséget adott Arzavának a függetlenedésre, bár a teljes elszakadás csak Ammunasz idején történt meg, amikor Pála és Kizzuvatna is önállóvá vált. Ez azonban azzal jár, hogy a hettita forrásokból eltűnik Arzava, így néhány emberöltőnyi időről nincs közelebbi információ. A hettiták hosszú időn át keleten, Mitannival küzdöttek a szíriai hegemóniáért, így az Anatólia központi vidékein kívül eső területek elvesztették jelentőségüket.
Csak I. (II.) Tudhalijasz egyik emlékén tűnik fel újra Arzava, ezúttal az első ismert önálló arzavai király, Kupanta-Kuruntasz említésével. Kupanta-Kuruntasz a Tudhalijasz által támogatott, Ahhijava királya, Attarisszijasz ellen lázadó, már-már sikerrel járó Madduvatta (lukkai, majd cippaszlai fejedelem, görögösen talán Madüattész) seregeit győzte le. Ezzel Ahhijava arzavai kézre került volna, amit Tudhalijasz nem tűrhetett. Piszenisz és Puszkurunuvasz vezetésével gyalogos és szekeres alakulatokat is küldött nyugatra, ahol Szallavasszi városnál legyőzték Kupanta-Kuruntát. Az uralkodó megszökött a vesztes ütközetből és hazatért.
Az arzavai trónt végül I. Arnuvandasz idején Madduvattasz vette át, így bár Arzava formálisan független maradt, ténylegesen Hatti vazallusa volt. Nem tudni, milyen módon ment át Arzava trónja I. Szuppiluliumasz idejére Tarhuntaradu kezébe, aki az Amarna-levelek alapján már teljesen önállóan uralkodott, sőt szövetséget kötött néhány kaska törzzsel Hatti és Vilusza (vagy Ijalanda, azaz Ílion) ellen, mely utóbbi már hagyományosan a hettiták szövetségese volt. Ugyanakkor harcolt is a kaskák ellen, mivel III. Amenhotep kaska rabszolgákat kért tőle. Tarhuntaradut még Szuppiluliumasz életében felváltotta Anzapahhadu, aki szintén ellenséges viszonyban állt Hattival.

## A hettita újbirodalom kora
I. Szuppiluliumasz idején kiterjedt háborúk zajlottak Hatti és Arzava között. Az Anzapahhadu elleni hadjárat eredményéről nem maradt fenn információ, de nemsokára Arzava élén Uhha-ziti állt, aki Szuppiluliumasz szíriai hadjáratai alatt többször tört be hettita területre. Ahhijavával szövetkezve folytonos fenyegetést jelentett Alsó-Hattira, vagyis Anatólia déli felére nézve. II. Murszilisznak már uralkodása második évében a nyugati határ biztosítása érdekében hadjáratot kellett indítani, majd a harmadik évben újra. Ez utóbbinak alkalmával sikerült elfoglalnia az arzavai fővárost, Apaszát is. 15 500 fogoly ejtése és Arzava feldúlása után Uhha-zitit elhagyták szövetségesei, és a következő évben száműzetésének helyén betegségben meghalt.
Ettől kezdve Arzava lassan elvesztette jelentőségét, mert a korábbi másodrendű fejedelemségek, mint Mira, Kuvalijasz és a többiek egyre nagyobb befolyással bírtak. Ennek részeként több fejedelem beházasodott a hettita uralkodóházba, ami arzavai királlyal sosem fordulhatott elő. Arzava a kádesi csata hettita seregébe már önálló kontingenseket küldött.
Arzava területén egyre jelentősebbé vált az Apaszához közeli Millavanda, a későbbi Milétosz. Ami Arzavának egészében nem sikerült, azt Millavanda kivívta: II. Muvatallisz idején önállósodott. E város önállósága és önállóságra törekvése még a jóval későbbi időkben is megmaradt. III. Hattuszilisz idején uralkodója Pijamaradu, aki rögtön nagy területeket vont ellenőrzése alá, ami ellen a hettita király hiába tiltakozott. A későbbiekben is csak diplomáciai úton próbálta elérni, hogy Pijamaradu lemondjon a hettita területek fosztogatásáról. Ezekben a levelekben kerül említésre Lukka fejedelme, Tavagalavasz is, aki a későbbiekben Lukkát is kiszakította Hatti ellenőrzése alól, és közvetlenül veszélyeztette Tarhuntasszaszt.
Arzava említése III. Tudhalijasz alatt tűnik fel utoljára, ezután a zsugorodó Hatti már nem állt kapcsolatban a távolivá váló Nyugat-Anatóliával. Ezzel Arzava teljesen eltűnik a történeti forrásokból, és csak mint Epheszosz, Milétosz és Szardeisz (Lüdia) jelenik meg újra. A Lüdia név egyébként összevethető Arzava alternatív nevével, a Luvia, Luwia névalakkal.

## Arzava ismert uralkodói
- Nunnu – Hattuszilisz Palotakrónikájában (CTH#8-9) a hurma embere címmel vazallus uralkodó
- Szarmasszu – mint Nunnu
- Kupanta-Kuruntasz – II. Tudhalijasz kortársa
- Madduvatta (Madüattész?) – II. Tudhalijasz és I. Arnuvandasz kortársa, Lukka, Ahhijava, Alaszija és Cippaszla fejedelme is
- Tarhuntaradu – I. Szuppiluliumasz kortársa
- Anzapahhadu
- Muvavalvisz(?) – Feltehető, hogy utolsó évében elfoglalta Arzava trónját
- Uhhacitisz – Szuppiluliumasz kortársa, i. e. 1317-ig
- Tapalazunavallisz – i. e. 1317
- Pijama-Kuruntasz – i. e. 1309-től
- Pijamaradu (Millavanda)

## Külső hivatkozások
- Hittites.info